# Biomyxa
Biomyxa ist eine Gattung von Amöben aus dem Stamm der Cercozoa. 

## Merkmale
Die Vertreter der Gattung sind amöboide Protisten und besitzen steife Pseudopodien, die sich verzweigen und vernetzen können. Zysten kommen vor. Die Amöben können einen oder mehrere Zellkerne enthalten. 
Bei den Ultrastruktur-Merkmalen ist nicht gesichert, dass es sich hierbei wirklich um Vertreter von Biomyxa handelt: Die Mitochondrien besitzen tubuläre Cristae. Die Zellen enthalten dunkle Einschlüsse. Die Mikrotubuli der Pseudopodien sind nicht geometrisch angeordnet. 

## Systematik
Die genaue systematische Stellung von Biomyxa ist aufgrund fehlender molekulargenetischer Untersuchungen unklar. Bass et al. stellten sie 2008 in die als explizit paraphyletisch bezeichnete Gruppe der Proteomyxidea. Patterson zufolge könnten sie auch näher bei den Foraminifera stehen. 
Die Artenzahl von Biomyxa wird von Patterson als klein und unsicher angegeben. 

## Belege
- David J. Patterson: The Diversity of Eukaryotes. In: The American Naturalist. Band 154, Supplement 4, Oktober 1999, ISSN 0003-0147, S. 96–124, doi:10.1086/303287 (= Laura A Katz: Evolutionary relationships among eukaryotes: a symposium. University of Chicago Press, Chicago 1999).
- David Bass, Ema E.-Y.Chao, Sergey Nikolaev, Akinori Yabuki, Ken-ichiro Ishida, Cédric Berney, Ursula Pakzad, Claudia Wylezich, Thomas Cavalier-Smith: Phylogeny of Novel Naked Filose and Reticulose Cercozoa: Granofilosea cl.n. and Proteomyxidea Revised. In: Protist. Bd. 160, Nr. 1, 2009, ISSN 1434-4610, S. 75–109, doi:10.1016/j.protis.2008.07.002.